# Lý Kham
Lý Kham (chữ Hán: 李堪, bính âm: Li Kan; ?-211) là một thế lực quân phiệt cát cứ ở Tây Lương ở thời kỳ Tam Quốc trong lịch sử Trung Quốc. Khi Mã Siêu cất quân giao chiến với Triều đình nhà Hán ở Trận Đồng Quan (211), Lý Kham đã hưởng ứng cuộc khởi sự này. Ông đã góp 10.000 binh lính trong liên quân Quan Trung và tử trận vào năm 211. Trong Tam Quốc diễn nghĩa, La Quán Trung hư cấu ông là bộ tướng của Hàn Toại và giai đoạn sau của cuộc chiến ông cùng Hàn Toại và các tướng lập mưu chống lại Mã Siêu nhưng thất bại sau đó trong trận đánh cuối cùng ông bị Mã Siêu rượt đuổi và bị Vu Cấm bắn nhầm và giết chết.